# Пансков, Владимир Георгиевич
Владимир Георгиевич Пансков (род. 18 августа 1944, Москва) — российский государственный деятель, финансист.

## Биография

### Карьера в СССР
Окончил Московский финансовый институт в 1965 году, после чего поступил на работу в Минфин СССР. В 1971 году окончил аспирантуру Московского финансового института. Первый заместитель министра финансов СССР в 1987—1991 годах. Начальник Финансово-бюджетного управления Администрации Президента СССР в 1991 году.

### Карьера в Правительстве РФ
Первый заместитель руководителя Государственной налоговой службы Российской Федерации в 1992—1994 годах. В феврале 1993 года арестован по статье 173 УК РФ (получение взятки), провёл пять месяцев в Лефортово и был выпущен под подписку о невыезде. В 1994 году, ещё до окончания следствия, возглавил аппарат комитета Государственной думы по бюджету. В июле 1994 дело было закрыто.
Министр финансов России в 1994—1996 годах. За время пребывания на посту министра финансов его заместитель оказался замешан в коррупционном эпизоде, связанном с именами Юлии Тимошенко и начальника Главного управления военного бюджета и финансирования Минобороны России Георгия Олейника. Член Совета безопасности Российской Федерации в 1995—1996 годах.
Первый заместитель министра экономики Российской Федерации в 1996—1997 годах.
Награждён орденом «Знак Почёта» и медалью «Ветеран труда».

### Аудитор Счётной палаты
Аудитор Счетной палаты РФ в 1997—2006 годах. Ушёл из Счётной палаты из-за проблем со здоровьем, возникших из-за причастности его аппарата к коррупционному эпизоду, связанному с Левоном Чахмахчяном.

## Научно-педагогическая деятельность
В настоящее время ведёт научно-педагогическую деятельность на факультете «Международная школа бизнеса и мировой экономики» Российского экономического университета им. Г. В. Плеханова, Московской академии государственного и муниципального управления и в Финансовом университете.
Доктор экономических наук (1991); защита прошла без предоставления диссертации, профессор, академик Международной Академии Корпоративного управления, РАЕН. Автор более 200 научных работ в области финансов, налогов и бюджета, 12 монографий, учебных пособий и учебников.

## Награды
- Орден «Знак Почёта».
- Медаль «Ветеран труда».
- Заслуженный экономист Российской Федерации (5 июня 2005 года) — за заслуги в области экономики и финансовой деятельности[7].
- Благодарность Президента Российской Федерации (17 июля 1996 года) — за активное участие в организации и проведении выборной кампании Президента Российской Федерации в 1996 году[8].